# Qualificazioni al campionato mondiale di calcio 1994 - Interzona
Le tre squadre che si sono qualificati agli spareggi interzona sono stati il Canada, in quanto seconda classificata della CONCACAF, l'Australia, in quanto vincitrice dell'OFC, e l'Argentina, in quanto seconda classificata del gruppo A del CONMEBOL. Il primo spareggio è stato giocato, con partite di andata e ritorno, tra il Canada e l'Australia; la vincente, ossia l'Australia, si è qualificata allo spareggio contro l'Argentina.
Gli spareggi sono iniziati il 31 luglio 1993, e si sono conclusi il 17 novembre 1993.

## Spareggio CONCACAF-OFC
| Arbitro: | Brizio Carter |

|                        |           |                    |
| Watson 50’ Mobilio 64’ | Marcatori | 46’ (aut.) Dasovic |

| Arbitro: | Obata |

|                             |                      |                          |
| Farina 44’ Duraković 76’    | Marcatori            | 54’ Hooper               |
| Wade A. Vidmar Tobin Farina | Tiri di rigore 4 – 1 | Mitchell Bunbury Sweeney |

- L'Australia si è qualificata allo spareggio contro l'Argentina.

## Spareggio CONCACAF/OFC-CONMEBOL
| Arbitro: | Puhl |

|               |           |           |
| A. Vidmar 42’ | Marcatori | 37’ Balbo |

| Arbitro: | Mikkelsen |

|                  |           |  |
| Tobin 59’ (aut.) | Marcatori |  |

- L'Argentina si è qualificata al campionato mondiale di calcio 1994.